# Nicolás Parodi
Nicolás Parodi (* 21. Mai 1970) ist ein uruguayischer Segler.
Parodi stand im Aufgebot der uruguayischen Mannschaft für die Olympischen Sommerspiele 1992 in Barcelona und startete dort in der Soling-Klasse gemeinsam mit Ricardo Fabini Belhot und Luis Chiaparro Moreno. Im Wettbewerb belegten sie Rang 16.